# Солтикув (Свентокшиське воєводство)
Солтикув (пол. Sołtyków) — село в Польщі, у гміні Бліжин Скаржиського повіту Свентокшиського воєводства.
У 1975-1998 роках село належало до Келецького воєводства.